# Pachino

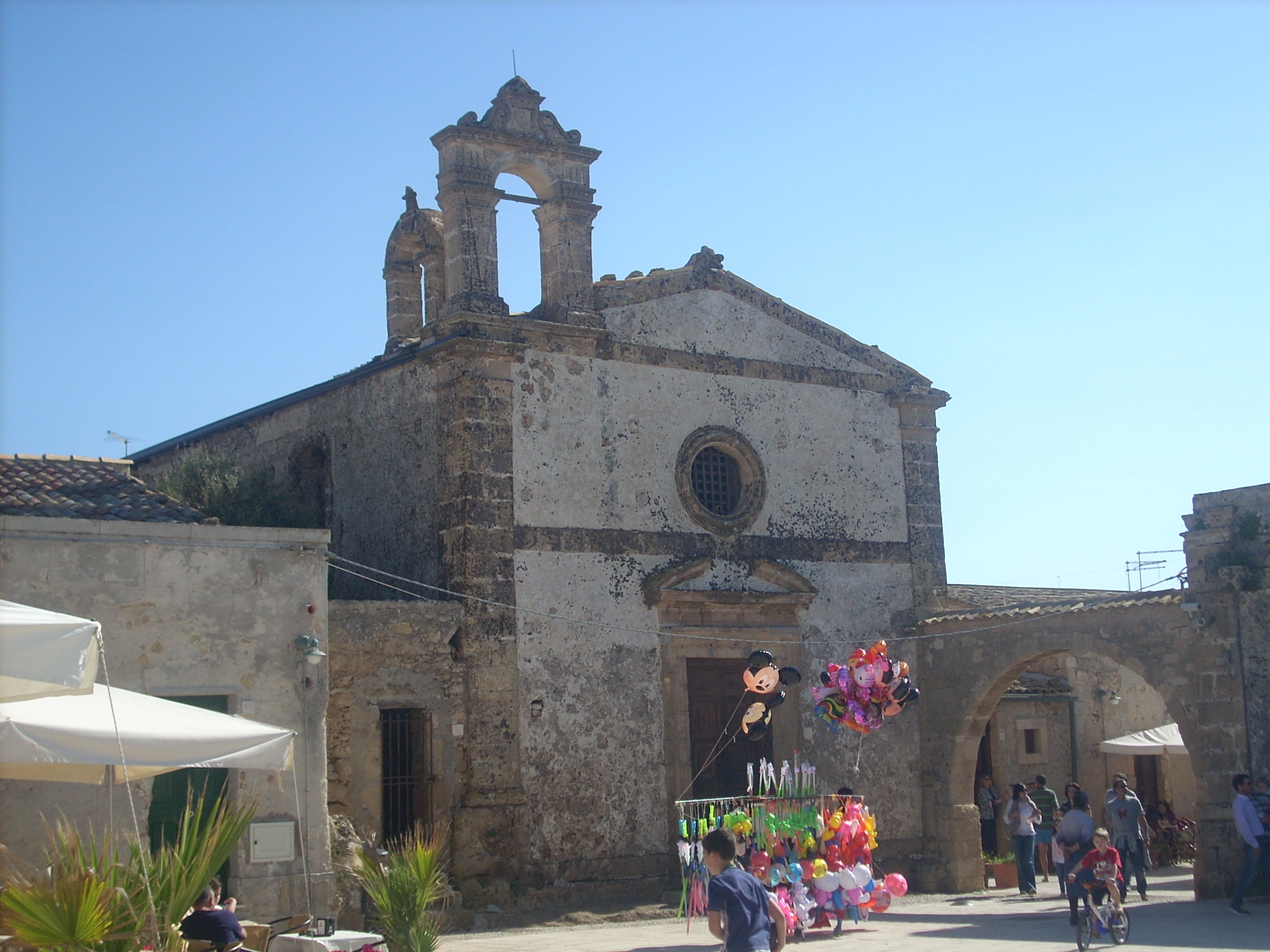
Piazza Regina Margherita, Marzamemi

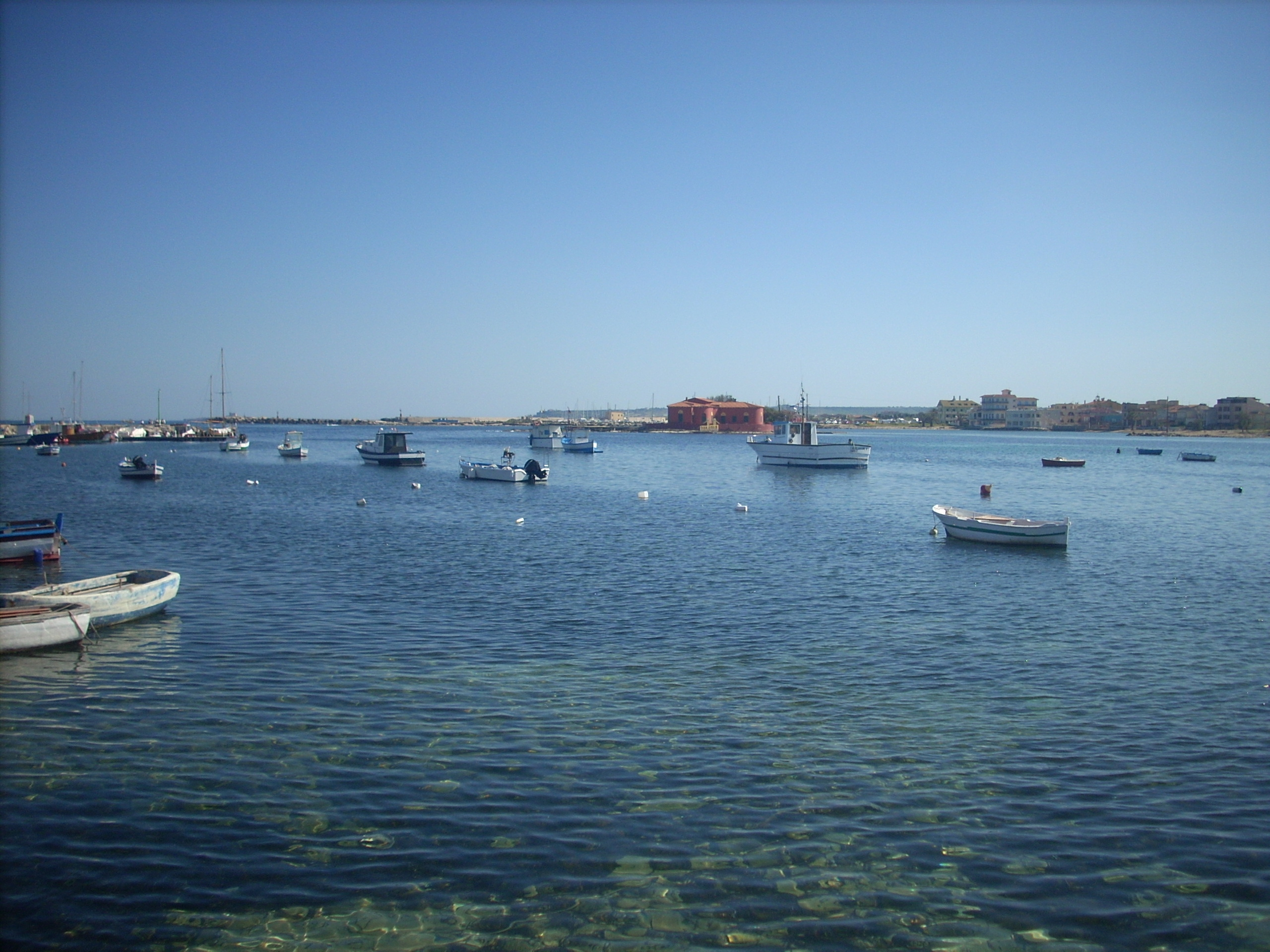
Port of Marzamemi

Pachino là một đô thị (comune) ở tỉnh Siracusa, vùng Sicilia của Ý. Đô thị Pachino có diện tích 50,47 km2, dân số thời điểm 31 tháng 5 năm 2004 là 21.508 người.
Các đơn vị dân cư:
Pachino giáp với các đô thị: